# Liste der Kulturdenkmäler in Lindenfels
Die folgende Liste enthält die in der Denkmaltopographie ausgewiesenen Kulturdenkmäler auf dem Gebiet  der  Stadt Lindenfels, Bergstraße, Hessen.
Hinweis: Die Reihenfolge der Denkmäler in dieser Liste orientiert sich zunächst an Stadtteilen und anschließend der Anschrift, alternativ ist sie auch nach der Bezeichnung, der vom Landesamt für Denkmalpflege vergebenen Nummer oder der Bauzeit sortierbar.
Kulturdenkmäler werden fortlaufend im Denkmalverzeichnis des Landes Hessen durch das Landesamt für Denkmalpflege Hessen auf Basis des Hessischen Denkmalschutzgesetzes (HDSchG) geführt. Die Schutzwürdigkeit eines Kulturdenkmals hängt nicht von der Eintragung in das Denkmalverzeichnis des Landes Hessen oder der Veröffentlichung in der Denkmaltopographie ab.

Die bisher bekannten Bau- und Kunstdenkmäler hat das Landesamt für Denkmalpflege Hessen in sogenannten Arbeitslisten erfasst. Den Arbeitslisten liegen Erkenntnisse aus Akten, Ortsbegehungen und Denkmalinventaren, jedoch keine neuere systematische Forschung, zugrunde. Die Benehmensherstellung mit der Gemeinde gemäß § 11 Abs. 1 HDSchG ist noch nicht erfolgt.
Das Vorhandensein oder Fehlen eines Objekts in dieser Liste ist keine rechtsverbindliche Auskunft darüber, ob es Kulturdenkmal ist oder nicht: Diese Liste entspricht möglicherweise nicht dem aktuellen Stand der offiziellen Denkmaltopographie. Diese ist für Hessen in den entsprechenden Bänden der Denkmaltopographie Bundesrepublik Deutschland und im Internet unter DenkXweb – Kulturdenkmäler in Hessen einsehbar. Auch diese Quellen sind, obwohl sie durch das Landesamt für Denkmalpflege Hessen aktualisiert werden, nicht immer aktuell, da es im Denkmalbestand immer wieder Änderungen gibt.
Eine verbindliche Auskunft erteilt allein das Landesamt für Denkmalpflege Hessen.
Nutze diese Kartenansicht, um Koordinaten in der Liste zu setzen. In dieser Kartenansicht sind Kulturdenkmale ohne Koordinaten mit einem roten bzw. orangen Marker dargestellt und können in der Karte gesetzt werden. Kulturdenkmale ohne Bild sind mit einem blauen bzw. roten Marker gekennzeichnet, Kulturdenkmale mit Bild mit einem grünen bzw. orangen Marker.

## Kulturdenkmäler der Stadt Lindenfels

### Eulsbach
| Bild                   | Bezeichnung            | Lage                                                                   | Beschreibung | Bauzeit | Objekt-Nr. |
| ---------------------- | ---------------------- | ---------------------------------------------------------------------- | ------------ | ------- | ---------- |
|                        |                        | Am Mühlberg 1 LageFlur: 1, Flurstück: 130/1                            |              |         | 55643 DDB  |
|                        |                        | Bergweg 5 LageFlur: 1, Flurstück: 6/4                                  |              |         | 55685 DDB  |
| Gasthaus Am Speierling | Gasthaus Am Speierling | Brunnenweg 8 LageFlur: 1, Flurstück: 9/1                               |              |         | 55542 DDB  |
|                        |                        | Brunnenweg 16 LageFlur: 1, Flurstück: 1, 2                             |              |         | 55541 DDB  |
| Gefallenen-Ehrenmal    | Gefallenen-Ehrenmal    | Eckweg LageFlur: 1, Flurstück: 65/3                                    |              |         | 55686 DDB  |
|                        |                        | Eckweg 7 LageFlur: 1, Flurstück: 111/1                                 |              |         | 55543 DDB  |
| Eulsbacher Mühle       | Eulsbacher Mühle       | Erlenbacher Weg 1, 3, Brunnenweg 1A LageFlur: 1, Flurstück: 20/2, 21/2 |              |         | 55544 DDB  |

### Glattbach
| Bild            | Bezeichnung          | Lage                                       | Beschreibung        | Bauzeit | Objekt-Nr. |
| --------------- | -------------------- | ------------------------------------------ | ------------------- | ------- | ---------- |
| Bild gesucht BW | Ehem. Mittlere Mühle | Bachgasse 2 LageFlur: 2, Flurstück: 61/1   |                     |         | 55545 DDB  |
|                 |                      | Ortsstraße LageFlur: 2, Flurstück: 49      | Gefallenen-Ehrenmal |         | 55741 DDB  |
|                 |                      | Ortsstraße 14 LageFlur: 2, Flurstück: 42   |                     |         | 55547 DDB  |
|                 |                      | Ortsstraße 16 LageFlur: 2, Flurstück: 43   |                     |         | 55548 DDB  |
|                 |                      | Ortsstraße 19 LageFlur: 1, Flurstück: 59/1 |                     |         | 55740 DDB  |
|                 |                      | Ortsstraße 32 LageFlur: 1, Flurstück: 12   |                     |         | 55550 DDB  |
|                 |                      | Ortsstraße 39 LageFlur: 1, Flurstück: 22   |                     |         | 55739 DDB  |

### Kolmbach
| Bild                         | Bezeichnung         | Lage                                                | Beschreibung        | Bauzeit | Objekt-Nr. |
| ---------------------------- | ------------------- | --------------------------------------------------- | ------------------- | ------- | ---------- |
|                              |                     | Am Kolmbach 5 LageFlur: 1, Flurstück: 140/1         |                     |         | 55733 DDB  |
| Haus Nr. 7 rechte Haushälfte |                     | Am Kolmbach 7 LageFlur: 1, Flurstück: 139           |                     |         | 55734 DDB  |
| Haus Nr. 9 linke Haushälfte  |                     | Am Kolmbach 9 LageFlur: 1, Flurstück: 138           |                     |         | 55735 DDB  |
|                              |                     | Am Kolmbach 18 LageFlur: 2, Flurstück: 31/1         |                     |         | 55736 DDB  |
|                              |                     | Am Kolmbach 26 LageFlur: 2, Flurstück: 37           |                     |         | 55737 DDB  |
|                              |                     | Am Kolmbach 38 LageFlur: 3, Flurstück: 57           |                     |         | 55551 DDB  |
|                              |                     | Am Kolmbach 53 LageFlur: 2, Flurstück: 73/1         |                     |         | 55738 DDB  |
|                              |                     | Bensheimer Straße 1 LageFlur: 1, Flurstück: 95/1    |                     |         | 55747 DDB  |
|                              |                     | Bensheimer Straße 3 LageFlur: 1, Flurstück: 94/1    |                     |         | 55552 DDB  |
|                              |                     | Lindenfelser Straße 18 LageFlur: 2, Flurstück: 5    |                     |         | 55748 DDB  |
|                              |                     | Lindenfelser Straße 22 LageFlur: 2, Flurstück: 15/1 |                     |         | 55749 DDB  |
|                              |                     | Schulstraße LageFlur: 1, Flurstück: 69              | Gefallenen-Ehrenmal |         | 55731 DDB  |
| weitere Bilder               | Heilig-Blut-Kapelle | Schulstraße 1 LageFlur: 1, Flurstück: 67            |                     |         | 55746 DDB  |
|                              |                     | Schulstraße 21 LageFlur: 1, Flurstück: 52/1         |                     |         | 55732 DDB  |

### Lindenfels
| Bild                                    | Bezeichnung                          | Lage | Beschreibung                                                               | Bauzeit                | Objekt-Nr. |
| --------------------------------------- | ------------------------------------ | --- | -------------------------------------------------------------------------- | ---------------------- | ---------- |
| Bild gesucht BW                         | Gesamtanlage Kernstadt               | Lage |                                                                            |                        | 668950 DDB |
| Haus Backofen                           | Haus Backofen                        | Almenweg 2 LageFlur: 5, Flurstück: 28/2 |                                                                            |                        | 55661 DDB  |
| Bild gesucht BW                         | Friedhof                             | Almenweg 2, 6, Am Kirchhof LageFlur: 5, Flurstück: 23/3, 28/2 |                                                                            |                        | 55644 DDB  |
| Friedhofsportal                         | Friedhofsportal                      | Almenweg 6 LageFlur: 5, Flurstück: 23/3 |                                                                            |                        | 55660 DDB  |
|                                         |                                      | Außerhalb (Lindenfels) 23 LageFlur: 5, Flurstück: 53 |                                                                            |                        | 55645 DDB  |
| Direkt Bild zu diesem Denkmal hochladen |                                      | Außerhalb (ohne Straßenangabe) |                                                                            |                        | 55664 DDB  |
| Wolenhauptbrunnen/Löwenbrunnen          | Wolenhauptbrunnen/Löwenbrunnen       | Burgstraße LageFlur: 1, Flurstück: 140/2 |                                                                            |                        | 55684 DDB  |
|                                         |                                      | Burgstraße 12 LageFlur: 1, Flurstück: 189/1 |                                                                            |                        | 55524 DDB  |
|                                         |                                      | Burgstraße 15 LageFlur: 1, Flurstück: 110/3 |                                                                            |                        | 55525 DDB  |
|                                         |                                      | Burgstraße 16 LageFlur: 1, Flurstück: 190/1 |                                                                            |                        | 55665 DDB  |
|                                         |                                      | Burgstraße 20 LageFlur: 1, Flurstück: 193/8 |                                                                            |                        | 55526 DDB  |
|                                         |                                      | Burgstraße 21 LageFlur: 1, Flurstück: 111/2 |                                                                            |                        | 55527 DDB  |
|                                         |                                      | Burgstraße 22, 24 LageFlur: 1, Flurstück: 195/2, 195/6 |                                                                            |                        | 55666 DDB  |
| weitere Bilder                          | Ev. Pfarrkirche                      | Burgstraße 34 LageFlur: 1, Flurstück: 138 | klassizistischer Saalbau mit Satteldach                                    | 1825                   | 55536 DDB  |
| Kurpark                                 | Kurpark                              | Burgstraße 36 LageFlur: 1, Flurstück: 132 |                                                                            |                        | 55673 DDB  |
|                                         |                                      | Burgstraße 37 LageFlur: 1, Flurstück: 125/2 |                                                                            | 1723                   | 55528 DDB  |
| Ehem. Zehntscheune                      | Ehem. Zehntscheune                   | Burgstraße 39 LageFlur: 1, Flurstück: 126 |                                                                            | 1781–1784              | 55667 DDB  |
| weitere Bilder                          | Rathaus Lindenfels                   | Burgstraße 39 LageFlur: 1, Flurstück: 126 |                                                                            | vor 1737               | 55529 DDB  |
| Kath. Pfarrhaus                         | Kath. Pfarrhaus                      | Burgstraße 41 LageFlur: 1, Flurstück: 127 |                                                                            | 1750–1752              | 55530 DDB  |
| weitere Bilder                          | Kath. Pfarrkirche St. Peter und Paul | Burgstraße 41 LageFlur: 1, Flurstück: 128 |                                                                            | 1745                   | 55535 DDB  |
|                                         |                                      | Freiherr-vom-Stein-Straße 2 LageFlur: 1, Flurstück: 30/1 |                                                                            |                        | 55668 DDB  |
|                                         |                                      | Freiherr-vom-Stein-Straße 10 LageFlur: 1, Flurstück: 1/5 |                                                                            |                        | 55539 DDB  |
|                                         |                                      | Freiherr-vom-Stein-Straße 12 LageFlur: 1, Flurstück: 1/10 |                                                                            |                        | 55669 DDB  |
|                                         |                                      | Graben 8 LageFlur: 1, Flurstück: 536 |                                                                            |                        | 55670 DDB  |
|                                         |                                      | Graben 14 LageFlur: 1, Flurstück: 540 |                                                                            |                        | 55671 DDB  |
|                                         |                                      | Graben 20 LageFlur: 1, Flurstück: 168/5 |                                                                            |                        | 55672 DDB  |
| Haus Schöneck                           | Haus Schöneck                        | In der Stadt 1, Burgstraße 36 LageFlur: 1, Flurstück: 132, 134 |                                                                            |                        | 55699 DDB  |
| weitere Bilder                          | Ehem. Pfarrhaus, Haus Baureneck      | In der Stadt 2 LageFlur: 1, Flurstück: 135 |                                                                            |                        | 55540 DDB  |
| weitere Bilder                          | Stadtbefestigung                     | In der Stadt 3, Burgstraße 39, Burgstraße 34, Burgstraße 32, Burgstraße 31, Bürgerturm LageFlur: 1, Flurstück: 122/4, 126, 137/2, 139, 141/4, 450                        |                                                                            | 14. Jahrhundert        | 55538 DDB  |
| weitere Bilder                          | Bismarck-Warte                       | Litzelröder LageFlur: 5, Flurstück: 10/54, 10/91 | gemauerter Rundturm aus Granit- und Syenitsteinen mit quadratischem Sockel | 1906–1907              | 55532 DDB  |
| Villa Olga                              | Villa Olga                           | Nibelungenstraße 13 LageFlur: 5, Flurstück: 19/1 |                                                                            |                        | 55647 DDB  |
| Bild gesucht BW                         |                                      | Nibelungenstraße 34 LageFlur: 1, Flurstück: 57/1 |                                                                            |                        | 55646 DDB  |
|                                         |                                      | Nibelungenstraße 43 LageFlur: 1, Flurstück: 373/4 |                                                                            |                        | 55648 DDB  |
|                                         |                                      | Nibelungenstraße 50 LageFlur: 1, Flurstück: 70/3 |                                                                            |                        | 55649 DDB  |
| Sandsteinportal vor dem Gebäude         |                                      | Nibelungenstraße 51 LageFlur: 1, Flurstück: 370/8 |                                                                            |                        | 55650 DDB  |
|                                         |                                      | Nibelungenstraße 63 LageFlur: 1, Flurstück: 359/2 |                                                                            |                        | 55651 DDB  |
|                                         |                                      | Nibelungenstraße 64 LageFlur: 1, Flurstück: 29/1 |                                                                            |                        | 55662 DDB  |
| Gasthaus „Alte Post“                    | Gasthaus „Alte Post“                 | Nibelungenstraße 72 LageFlur: 1, Flurstück: 16/1 |                                                                            |                        | 55659 DDB  |
|                                         |                                      | Nibelungenstraße 80 LageFlur: 4, Flurstück: 3/3 |                                                                            |                        | 55652 DDB  |
|                                         |                                      | Nibelungenstraße 81 LageFlur: 1, Flurstück: 212/3 |                                                                            |                        | 55534 DDB  |
|                                         |                                      | Nibelungenstraße 87 LageFlur: 1, Flurstück: 214/1 |                                                                            |                        | 55653 DDB  |
|                                         |                                      | Nibelungenstraße 92 LageFlur: 4, Flurstück: 10/1 |                                                                            |                        | 56258 DDB  |
| Villa Schenk                            | Villa Schenk                         | Nibelungenstraße 94 LageFlur: 4, Flurstück: 11/2 |                                                                            |                        | 55654 DDB  |
| Bild gesucht BW                         |                                      | Nibelungenstraße 112 LageFlur: 4, Flurstück: 27/15 |                                                                            |                        | 56317 DDB  |
|                                         |                                      | Nibelungenstraße 117 LageFlur: 4, Flurstück: 26/4 |                                                                            |                        | 55655 DDB  |
|                                         |                                      | Poststraße 3 LageFlur: 3, Flurstück: 52/1 |                                                                            |                        | 55656 DDB  |
| Haus Waldheim                           | Haus Waldheim                        | Schenkenbergstraße 7 LageFlur: 1, Flurstück: 1/8 |                                                                            |                        | 55698 DDB  |
| Kriegerdenkmal                          | Kriegerdenkmal                       | Schenkenberg Wann und Teufelsloch LageFlur: 4, Flurstück: 27/13 |                                                                            |                        | 55663 DDB  |
| Haus Haller                             | Haus Haller                          | Schloßwaldweg 9 LageFlur: 1, Flurstück: 330/2 |                                                                            |                        | 55697 DDB  |
| Villa Lisa                              | Villa Lisa                           | Schloßwaldweg 16 LageFlur: 1, Flurstück: 317/1 |                                                                            |                        | 55675 DDB  |
| Haus Wilck                              | Haus Wilck                           | Schloßwaldweg 29 LageFlur: 1, Flurstück: 315/6 |                                                                            |                        | 55674 DDB  |
| weitere Bilder                          | Burgruine Lindenfels                 | Stadtgraben, In der Stadt 3, Burgstraße 41, Burg Lindenfels, Am untersten Tor, Am Schloßberg LageFlur: 1, Flurstück: 129, 130/1, 133, 322, 323/1, 323/2, 324, 326/1, 450 |                                                                            | zwischen 1077 und 1088 | 55537 DDB  |
| Villa Rosentreter                       | Villa Rosentreter                    | Streitberg, Schlierbacher Weg 46 LageFlur: 1, Flurstück: 411/2, 413/2, 413/3                                                                                             |                                                                            |                        | 55657 DDB  |
|                                         |                                      | Wassergasse 2 LageFlur: 1, Flurstück: 62/2 |                                                                            |                        | 55676 DDB  |
|                                         |                                      | Wassergasse 5 LageFlur: 1, Flurstück: 34/1 |                                                                            |                        | 55677 DDB  |
|                                         |                                      | Wassergasse 15 LageFlur: 1, Flurstück: 38/1 |                                                                            |                        | 55678 DDB  |
|                                         |                                      | Wilhelm-Baur-Straße 4 LageFlur: 1, Flurstück: 167/5 |                                                                            |                        | 55679 DDB  |
| Haus Bethesda                           | Haus Bethesda                        | Wilhelm-Baur-Straße 9 LageFlur: 1, Flurstück: 151/3 |                                                                            |                        | 55680 DDB  |
| Haus der Vereine                        | Haus der Vereine                     | Wilhelm-Baur-Straße 11 LageFlur: 1, Flurstück: 152 |                                                                            |                        | 55681 DDB  |
|                                         |                                      | Wilhelm-Baur-Straße 13 LageFlur: 1, Flurstück: 153/1 |                                                                            |                        | 55531 DDB  |
|                                         |                                      | Wilhelm-Baur-Straße 15, 17 LageFlur: 1, Flurstück: 154/12, 154/6 | ehemaliges Forstamt; Geburtshaus von Pfarrer Wilhelm Baur                  | 1806                   | 55682 DDB  |
|                                         |                                      | Wilhelm-Baur-Straße 19 LageFlur: 1, Flurstück: 157/4 |                                                                            |                        | 55683 DDB  |
|                                         |                                      | Wilhelm-Baur-Straße 24 LageFlur: 1, Flurstück: 302/5 |                                                                            |                        | 55533 DDB  |

### Schlierbach
| Bild                  | Bezeichnung           | Lage | Beschreibung                                                      | Bauzeit   | Objekt-Nr. |
| --------------------- | --------------------- | --- | ----------------------------------------------------------------- | --------- | ---------- |
| Bild gesucht BW       | Ortskern Schlierbach  | Gesamtanlage Fürther Straße, Jägersgarten, Kirchstr., Hohensteinstr., Im Ort, Waldstr., Briefelbachstr. Lage |                                                                   |           | 55707 DDB  |
|                       |                       | Briefelbachstraße 2 LageFlur: 1, Flurstück: 71                                                               |                                                                   |           | 934735 DDB |
|                       |                       | Briefelbachstraße 4 LageFlur: 1, Flurstück: 59                                                               |                                                                   |           | 55692 DDB  |
| Bild gesucht BW       | Grenzstein            | Fahlbach (bei In der Bain 5) LageFlur: 1, Flurstück: 159/5                                                   |                                                                   |           | 55705 DDB  |
| Bild gesucht BW       |                       | Fürther Straße, Kirchstraße 17, Im Ort LageFlur: 1, Flurstück: 41, 42/1, 43/3                                |                                                                   |           | 55714 DDB  |
| Ev. Pfarrhaus         | Ev. Pfarrhaus         | Fürther Straße 2 LageFlur: 1, Flurstück: 1/3                                                                 |                                                                   |           | 55564 DDB  |
|                       |                       | Fürther Straße 3 LageFlur: 1, Flurstück: 7/1                                                                 | Ehemalige Schule                                                  | 1898–1900 | 55701 DDB  |
|                       |                       | Fürther Straße 5 LageFlur: 1, Flurstück: 21/4                                                                |                                                                   |           | 55553 DDB  |
|                       |                       | Fürther Straße 9 LageFlur: 1, Flurstück: 27/2                                                                |                                                                   |           | 55689 DDB  |
| Schlierbacher Mühle   | Schlierbacher Mühle   | Hohensteinstraße 1 LageFlur: 1, Flurstück: 6                                                                 |                                                                   |           | 55554 DDB  |
| Meisters Hofkaffee    | Meisters Hofkaffee    | Hohensteinstraße 12 LageFlur: 1, Flurstück: 334/15                                                           |                                                                   |           | 55688 DDB  |
|                       |                       | Jägersgarten LageFlur: 1, Flurstück: 188/2                                                                   |                                                                   |           | 55687 DDB  |
|                       |                       | Jägersgarten 1 LageFlur: 1, Flurstück: 35/7                                                                  |                                                                   |           | 55555 DDB  |
|                       |                       | Jägersgarten 3 LageFlur: 1, Flurstück: 33, 34/12                                                             |                                                                   |           | 55556 DDB  |
|                       |                       | Jägersgarten 6 LageFlur: 1, Flurstück: 30/2                                                                  |                                                                   |           | 55557 DDB  |
| Denkmal               | Denkmal               | Kirchstraße LageFlur: 1, Flurstück: 80                                                                       | Gefallenen-Ehrenmal für die beiden Weltkriege 1914–18 und 1939–45 |           | 55694 DDB  |
| Bild gesucht BW       |                       | Kirchstraße LageFlur: 1, Flurstück: 87/11                                                                    |                                                                   |           | 55693 DDB  |
|                       |                       | Kirchstraße 1 LageFlur: 1, Flurstück: 8                                                                      |                                                                   |           | 55690 DDB  |
|                       |                       | Kirchstraße 3 LageFlur: 1, Flurstück: 83/1, 85/1                                                             |                                                                   |           | 55558 DDB  |
|                       |                       | Kirchstraße 4 LageFlur: 1, Flurstück: 10/1                                                                   |                                                                   |           | 55559 DDB  |
| weitere Bilder        | Ev. Kirche            | Kirchstraße 5 LageFlur: 1, Flurstück: 81                                                                     |                                                                   | 1810–1811 | 56259 DDB  |
| Friedhof              | Friedhof              | Kirchstraße 5 LageFlur: 1, Flurstück: 81                                                                     |                                                                   |           | 55703 DDB  |
|                       |                       | Kirchstraße 6 LageFlur: 1, Flurstück: 12/3                                                                   |                                                                   |           | 55695 DDB  |
|                       |                       | Kirchstraße 8 LageFlur: 1, Flurstück: 14/1                                                                   |                                                                   |           | 55560 DDB  |
|                       |                       | Kirchstraße 9 LageFlur: 1, Flurstück: 72/1                                                                   |                                                                   |           | 843387 DDB |
| Altes Rauchsches Haus | Altes Rauchsches Haus | Kirchstraße 10 LageFlur: 1, Flurstück: 15/1                                                                  |                                                                   |           | 55702 DDB  |
|                       |                       | Kirchstraße 11 LageFlur: 1, Flurstück: 74, 75/1                                                              |                                                                   |           | 55561 DDB  |
|                       |                       | Kirchstraße 13, Kirchstraße LageFlur: 1, Flurstück: 76, 77/1                                                 |                                                                   |           | 55696 DDB  |
| Zum Römischen Kaiser  | Zum Römischen Kaiser  | Kirchstraße 17 LageFlur: 1, Flurstück: 43/4, 43/5                                                            |                                                                   |           | 55704 DDB  |
| Bild gesucht BW       |                       | Waldstraße 1A LageFlur: 1, Flurstück: 70                                                                     |                                                                   |           | 55562 DDB  |
|                       |                       | Waldstraße 1A LageFlur: 1, Flurstück: 67                                                                     |                                                                   |           | 55562 DDB  |
|                       |                       | Waldstraße 5 LageFlur: 1, Flurstück: 63/2                                                                    |                                                                   |           | 55563 DDB  |

### Seidenbuch
| Bild                                              | Bezeichnung                 | Lage                                                      | Beschreibung     | Bauzeit | Objekt-Nr. |
| ------------------------------------------------- | --------------------------- | --------------------------------------------------------- | ---------------- | ------- | ---------- |
| Bild gesucht BW                                   | Gesamtanlage alter Dorfkern | Mittelgasse 1–5, Obergasse 1–14, Starkenburgstraße 1 Lage |                  |         | 55581 DDB  |
|                                                   |                             | Kaiserpfad LageFlur: 1, Flurstück: 87/5                   | Laufbrunnen      |         | 55715 DDB  |
|                                                   |                             | Knodener Straße 3 LageFlur: 1, Flurstück: 13/1            |                  |         | 55578 DDB  |
|                                                   |                             | Knodener Straße 7 LageFlur: 1, Flurstück: 11/4            |                  |         | 55577 DDB  |
| Gefallenen-Ehrenmal                               | Gefallenen-Ehrenmal         | Obergasse LageFlur: 1, Flurstück: 55                      |                  |         | 55716 DDB  |
| Nebengebäude vermutlich mit eingebautem Brennofen |                             | Obergasse 1 LageFlur: 1, Flurstück: 77/2                  |                  |         | 55786 DDB  |
| weitere Bilder                                    | Schutzengel-Kapelle         | Schwannstraße 1 LageFlur: 1, Flurstück: 98/1              |                  |         | 55579 DDB  |
| Altes Forsthaus                                   | Altes Forsthaus             | Schwannstraße 2 LageFlur: 1, Flurstück: 73/6              |                  |         | 55582 DDB  |
|                                                   |                             | Schwannstraße 20 LageFlur: 1, Flurstück: 88/6             |                  |         | 55580 DDB  |
|                                                   |                             | Starkenburgstraße 1 LageFlur: 1, Flurstück: 90/1          | Ehemalige Schule |         | 55717 DDB  |

### Winkel
| Bild                        | Bezeichnung                 | Lage                                                      | Beschreibung        | Bauzeit | Objekt-Nr. |
| --------------------------- | --------------------------- | --------------------------------------------------------- | ------------------- | ------- | ---------- |
|                             |                             | Am Brünnchen 1 LageFlur: 1, Flurstück: 154/4              |                     |         | 55713 DDB  |
|                             |                             | Buchwaldstraße LageFlur: 1, Flurstück: 9/4                | Gefallenen-Ehrenmal |         | 55711 DDB  |
|                             |                             | Buchwaldstraße 2 LageFlur: 1, Flurstück: 12/1             |                     |         | 55709 DDB  |
|                             |                             | Buchwaldstraße 3 LageFlur: 1, Flurstück: 8                |                     |         | 55708 DDB  |
|                             |                             | Buchwaldstraße 26 LageFlur: 1, Flurstück: 109/4           |                     |         | 55710 DDB  |
|                             |                             | Buchwaldstraße 37 LageFlur: 1, Flurstück: 37              |                     |         | 55712 DDB  |
| Hammersklingen, ehem. Mühle | Hammersklingen, ehem. Mühle | Talstraße 15/17 LageFlur: 1, Flurstück: 316/2, 82/2, 82/4 |                     |         | 55947 DDB  |

### Winterkasten
| Bild                         | Bezeichnung                  | Lage | Beschreibung                    | Bauzeit | Objekt-Nr. |
| ---------------------------- | ---------------------------- | --- | ------------------------------- | ------- | ---------- |
| Bild gesucht BW              | Gesamtanlage Hauptstraße     | Hauptstraße Lage |                                 |         | 669265 DDB |
| Bild gesucht BW              | Grünanlage                   | Am Falltorfeld, Wilde Weid, Unteres Gemeinfeld, Unter dem Steuberts, Seefeld, Oberes Gemeinfeld, Ober dem Falltorweg, Krautwiese, Kleines Stück, In den Gräben, Im Steuberts, Hauswiese, Hauptstraße 76A, Hauptstraße 64, Hauptstraße 60, Hauptstraße 58A, Hauptstraße, Gumpener-Kreuz-Straße 9, Gumpener-Kreuz-Straße 7, Gumpener-Kreuz-Straße 11, Gersprenz, Gemeinfeld, Burgwiesenfeld, Burgwiese, Binzigfeld, Benzenfeld, An der Frauenwiese, An der Burgwiese, Am Röttweg LageFlur: 1, Flurstück: 117/5, 117/6, 136, 142/10, 143/11, 143/7, 151/12, 152, 153/21, 491, 493/2, 494/1, 495, 496, 498/1, 499, 515, 516, 517, 518, 519/5, 520, 522/4, 523, 524, 525, 526, 527, 528, 529, 530, 531, 532, 533/1, 534, 535, 536, 537, 538, 539/1, 539/2, 539/3, 540, 541/1, 542, 543, 69/4, 73/4, 82/40, 82/41, 82/42, 964, 965, 966, 967, 968, 969, 970, 971, 972 |                                 |         | 55757 DDB  |
| Eleonorenklinik              | Eleonorenklinik              | Am Kaiserturm 2 LageFlur: 1, Flurstück: 693/2 |                                 |         | 55750 DDB  |
| Eleonorenklinik Chefarzthaus | Eleonorenklinik Chefarzthaus | Am Kaiserturm 5 LageFlur: 1, Flurstück: 693/2 |                                 |         | 56260 DDB  |
| Eleonorenklinik Landhaus     | Eleonorenklinik Landhaus     | Am Kaiserturm 6 LageFlur: 1, Flurstück: 693/2 |                                 |         | 55730 DDB  |
|                              |                              | Bismarckturmstraße 22 LageFlur: 1, Flurstück: 51/5 |                                 |         | 55718 DDB  |
|                              |                              | Bismarckturmstraße 23 LageFlur: 1, Flurstück: 57 |                                 |         | 55719 DDB  |
|                              |                              | Bismarckturmstraße 25 LageFlur: 1, Flurstück: 519/2, 55 |                                 |         | 55720 DDB  |
|                              |                              | Gumpener-Kreuz-Straße 32 LageFlur: 1, Flurstück: 46/7 |                                 |         | 55722 DDB  |
|                              |                              | Hauptstraße 14, 16 LageFlur: 1, Flurstück: 31, 33/1 |                                 |         | 55565 DDB  |
| Bild gesucht BW              | Keilsmühle                   | Hauptstraße 22 LageFlur: 1, Flurstück: 26/2 |                                 |         | 55639 DDB  |
| Bild gesucht BW              | Hofmannsmühle                | Hauptstraße 34 LageFlur: 1, Flurstück: 20 |                                 |         | 55566 DDB  |
|                              |                              | Hauptstraße 40 LageFlur: 1, Flurstück: 102 |                                 |         | 55567 DDB  |
|                              |                              | Hauptstraße 46 LageFlur: 1, Flurstück: 108 |                                 |         | 55568 DDB  |
|                              |                              | Hauptstraße 64 LageFlur: 1, Flurstück: 135/1, 136 |                                 |         | 55724 DDB  |
|                              |                              | Hauptstraße 65 LageFlur: 1, Flurstück: 141/3 |                                 |         | 55569 DDB  |
|                              |                              | Hauptstraße 66 LageFlur: 1, Flurstück: 38/4 |                                 |         | 55570 DDB  |
|                              |                              | Hauptstraße 69 LageFlur: 1, Flurstück: 145/4 |                                 |         | 55571 DDB  |
|                              |                              | Hauptstraße 77 LageFlur: 1, Flurstück: 150/6 | Alte Schule, heute Gemeindehaus |         | 55721 DDB  |
| Vettersmühle                 | Vettersmühle                 | Hauptstraße 79 LageFlur: 1, Flurstück: 155/4 |                                 |         | 55640 DDB  |
|                              |                              | Hauptstraße 83A LageFlur: 1, Flurstück: 156/3 |                                 |         | 55572 DDB  |
|                              |                              | Hauptstraße 93 LageFlur: 1, Flurstück: 161/2, 162/1 |                                 |         | 55573 DDB  |
|                              |                              | Hauptstraße 99 LageFlur: 1, Flurstück: 164/10 |                                 |         | 55723 DDB  |
|                              |                              | Hauptstraße 103 LageFlur: 1, Flurstück: 170/1, 171/2 |                                 |         | 55574 DDB  |
|                              |                              | Hauptstraße 107 LageFlur: 1, Flurstück: 174/6 |                                 |         | 55575 DDB  |
|                              |                              | Hauptstraße 113 LageFlur: 1, Flurstück: 191/2 |                                 |         | 55725 DDB  |
|                              |                              | Hauptstraße 121 LageFlur: 1, Flurstück: 198/1 |                                 |         | 55726 DDB  |
|                              |                              | Hauptstraße 122B LageFlur: 1, Flurstück: 197/5 |                                 |         | 55727 DDB  |
|                              |                              | Hauptstraße 131 LageFlur: 1, Flurstück: 202/3 |                                 |         | 55576 DDB  |
|                              |                              | Hauptstraße 142 LageFlur: 1, Flurstück: 230/1 |                                 |         | 55729 DDB  |
|                              |                              | Lange Gewann LageFlur: 1, Flurstück: 558 | Gefallenen-Ehrenmal             |         | 55742 DDB  |
|                              |                              | Schleichweg 15 LageFlur: 1, Flurstück: 220/3 |                                 |         | 55728 DDB  |